# Wendy Craig
Pour les articles homonymes, voir Craig.
Anne Gwendolyn « Wendy » Craig, née le 20 juin 1934 à Sacriston (Royaume-Uni), est une actrice britannique.
Wendy Craig est surtout connue pour ses apparitions dans les sitcoms et séries Not in Front of the Children (en), ...And Mother Makes Three (en) et ...And Mother Makes Five (en), Butterflies (en). Elle a aussi joué le rôle de Matron dans la série télévisée The Royal (2003-2011).

## Biographie
Wendy Craig naît à Sacriston, dans le comté de Durham, fille du fermier George Craig et de sa femme Anne (née Lindsay). Elle fréquente la Durham High School for Girls, d'abord en tant qu'élève de jour, puis en tant que pensionnaire. En octobre 2007, elle s'y rend pour inaugurer un nouveau bâtiment qui porte son nom. Elle réussit l'examen Eleven-plus et peut s'inscrire à la Darlington High School. À douze ans, la famille déménage à Picton, dans le Yorkshire du Nord et elle fréquente la Yarm Grammar School à proximité. Elle suit une formation d'actrice à la Central School of Speech and Drama, alors basée au Royal Albert Hall, à Londres,.
En 1956, elle apparaît dans le West End aux côtés de Robertson Hare dans la farce Man Alive!  de John Dighton.
L'une de ses premières apparitions à la télévision est dans un épisode de la série télévisée Destination Danger intitulé "The Gallows Tree" (1961), avec Patrick McGoohan. Dans les années 1960, Wendy Craig apparaît dans des films britanniques tels que The Servant (1963) et Confession à un cadavre (The Nanny, 1965) avec Bette Davis, mais ce sont ses apparitions dans des sitcoms britanniques de la fin des années 1960/1970 qui rendent son nom familier, jouant généralement une ménagère scatty de la classe moyenne.
Elle va de la BBC Not in Front of the Children (en) (1967–1970) à ITV, ...And Mother Makes Three (en) (1971-1973), dans laquelle elle joue un parent célibataire, qui a évolué dans sa suite ...And Mother Makes Five (en) (1974-1976). Puis vient Butterflies (en) (1978-1983), une comédie à succès sur BBC2.
Wendy Craig revient au drame avec la série Nanny (1981-1983), une série qu'elle crée et dont elle écrit quelques épisodes sous le nom de Jonathan Marr, un pseudonyme qu'elle avait utilisé auparavant lors de l'écriture d'épisodes de ...And Mother Makes Five (en). Vingt ans plus tard, elle joue Matron dans The Royal d'ITV (2003–2011) et elle fait également plusieurs apparitions dans l'adaptation en 2002 du roman La Dynastie des Forsyte (The Forsyte Saga) de John Galsworthy. Cependant, elle continue être associée à la comédie, ayant joué l'un des rôles principaux, celui d'Annie, dans The Brighton Belles (en) (1993–1994), la version britannique éphémère de Les Craquantes (The Golden Girls). Elle apparaît en tant que mère de Reggie dans la comédie BBC1 Reggie Perrin (2009-2010), une mise à jour de la série des années 1970 The Fall and Rise of Reginald Perrin.
En 2012, Wendy Craig apparaît en tant qu'invité dans un épisode de la série de cuisine MasterChef, avec de nombreuses autres stars de la sitcom des années 1970. En 2014, elle apparaît dans un épisode du drame populaire de la BBC Waterloo Road.
En 2016, elle apparaît dans le rôle de Mary Goodman dans la série policière de la BBC Meurtres au paradis (Death in Paradise). En 2017, elle apparaît dans la deuxième série du drame ITV Unforgotten. Toujours en 2017, elle joue le rôle de Miss Bat dans les trois premières séries du programme CBBC The Worst Witch. En 2018, elle apparaît dans le feuilleton ITV Emmerdale. En octobre 2019, elle apparaît dans un épisode de Doctors aux côtés de l'ancienne co-vedette de Butterflies (en), Bruce Montague.

### Vie privée
Wendy Craig a été mariée à Jack Bentley, un tromboniste, scénariste et journaliste, de 1955 jusqu'à sa mort en 1994. Le couple a un fils, Alaster (plus tard hautbois principal au Sinfonia du Birmingham Royal Ballet). Un deuxième fils, Ross (consultant en informatique), naît d'une liaison avec Sir John Mortimer,. En 2004, après avoir appris que ce secret est dévoilé, Wendy Craig rend visite à Mortimer pour révéler officiellement que leur liaison a donné naissance à ce fils, alors âgé de 42 ans. À ce moment, elle apparaissait dans un épisode d'Inspecteur Barnaby (Midsomer Murders). La star de la série, John Nettles, a déclaré plus tard que l'un de ses souvenirs préférés de cette série était de prendre un exemplaire du Daily Telegraph sur le plateau pendant ce tournage où un titre révélait le secret.
Depuis les années 1990, Wendy Craig vit à Cookham dans le Berkshire.

## Récompenses et distinctions
En 2020, dans les honneurs du Nouvel An (New Year Honours), Wendy Craig est nommée commandeur de l'ordre de l'Empire britannique (CBE) pour ses services aux œuvres dramatiques et caritatives (« For services to Drama and to Charity »). 

### Au cinéma et à la télévision
- 1969 : British Academy Television Award de la meilleure actrice pour Not in Front of the Children (en)

## Filmographie partielle

### Au cinéma
- 1957 : Faux Policiers
- 1959 : Les Chemins de la haute ville
- 1963 : Au bord du gouffre
- 1963 : The Servant  de Joseph Losey
- 1965 : Confession à un cadavre
- 1967 : Just Like a Woman
- 1967 : I'll Never Forget What's'isname
- 1977 : Joseph Andrews
- 2012 : Run for Your Wife (en)
- 2019 : Transference (en) : Barbara Ross

### À la télévision
- 1967-1970 : Not in Front of the Children (en) : Jennifer Corner (série télévisée, 37 épisodes)
- 2002 : Inspecteur Barnaby : Le Ver dans le fruit  (saison 5 épisode 2)  : Victoria Bartlett
- 2003 - 2011 : The Royal : Matron (surveillante générale) (87 épisodes)
- 2013 : Miss Marple : La Nuit qui ne finit pas  (saison 6 épisode 3)  : Marjorie Phillpot
- 2016 : Meurtres au paradis : Jeux d'énigmes  (saison 5 épisode 5)  : Mary Goodman
- 2017-2019 : Amandine Malabul, sorcière maladroite
- 2018 : Emmerdale
- 2019 : Doctors :